# Sara Watson
Pour les articles homonymes, voir Watson.
Sara Watson, née en 1987, est une artiste britannique célèbre pour son art en trompe-l'œil. En mai 2009, elle attira l'attention de la presse internationale en peignant une voiture de manière à la rendre 'invisible', se fondant dans son décor,.
Watson est étudiante en deuxième année de dessin et de création d'image à la University of Central Lancashire. L'œuvre a nécessité trois semaines de réalisation, devant le studio de l'artiste sur le campus de l'université, à Preston. Ensuite, la voiture fut utilisée à des fins publicitaires par la compagnie de recyclage qui lui en avait fait don.
Le Daily Telegraph décrit l'art en trompe-l'œil de Sara Watson comme « rappelant l’œuvre de l’artiste Julian Beever, qui peint sur les trottoirs et tente de piéger l’esprit des gens pour qu’ils voient une perspective sur les dalles plates ».